# Solomon Schonfeld

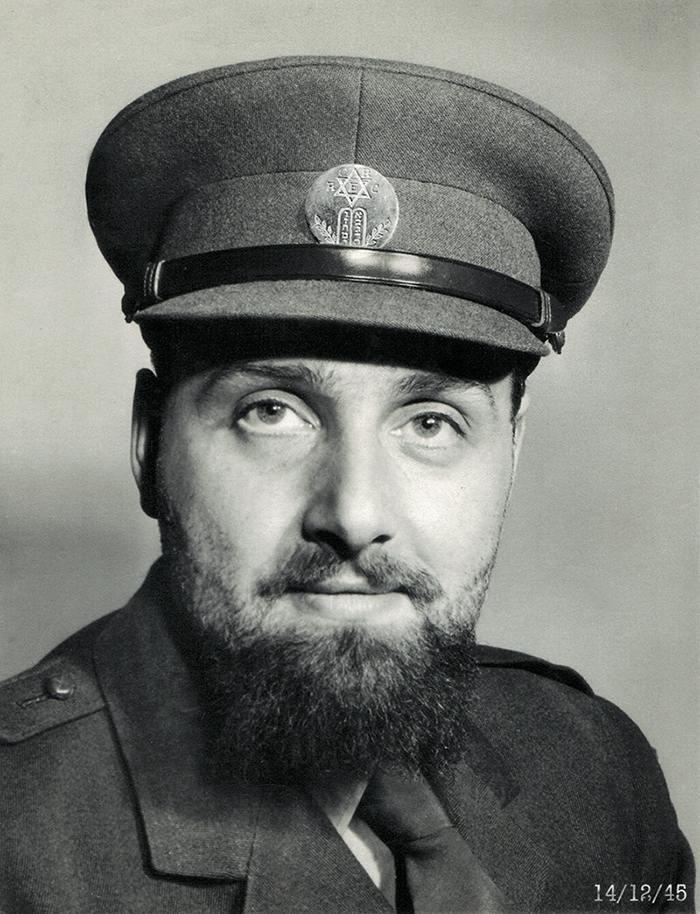
Solomon Schonfeld im Dezember 1945

Solomon Schonfeld (* 21. Februar 1912 in London; † 6. Februar 1984 ebenda) war ein britischer orthodoxer Rabbiner, der 2013 postum mit dem British Hero of the Holocaust award geehrt wurde.

## Leben
Schonfeld war der zweite Sohn von Avigdor Schonfeld, dem Rabbiner der Londoner Adath Yisroel Synagogue. Nach dem frühen Tod seines Vaters 1930 gab er das begonnene Jurastudium auf und studierte an Jeschiwot in Nitra (heute Slowakei) und Litauen; anschließend promovierte er in Königsberg. Im Jahr 1933 kehrte er nach Großbritannien zurück, wo er Nachfolger seines Vaters als Vorsitzender des Jewish Secondary Schools Movement wurde. Als Rabbiner der Adath Yisroel Synagogue wurde er zum Vorsitzenden Rabbiner der Union of Orthodox Hebrew Congregations gewählt.
Von der Gründung 1938 an bis 1948 war er Geschäftsführer des Chief Rabbi’s Religious Emergency Council (CRREC) unter dem Vorsitz seines späteren Schwiegervaters, des Oberrabbiners Joseph H. Hertz. Der CRREC, ursprünglich zur Unterstützung von Rabbinern im Deutschen Reich gegründet, organisierte unter anderem die Ausreise von 500 Rabbinern und Tora-Studenten mit ihren Familien nach Shanghai und sorgte in England für die Aufnahme von 1.500 der etwa 10.000 mit den Kindertransporten geflohenen Kinder. In Großbritannien richtete der CRREC koschere Küchen und Synagogen in den Internierungslagern für die Flüchtlinge ein.
Im Jahr 1946, nach dem Ende des Zweiten Weltkriegs, brachte Schonfeld, mit einer selbst gekauften Uniform bekleidet, Hilfsgüter für Überlebende nach Bergen-Belsen. Im selben Jahr reiste er nach Polen, wo er ein Schiff charterte, um jüdische Waisenkinder nach Großbritannien zu bringen.
In Nachfolge seines Vaters baute Schonfeld das orthodox ausgerichtete Jewish Secondary Schools Movement durch die Gründung weiterer Schulen aus, darunter die Hasmonean High School, die zunächst 1944 von ihm als Grammar School für die Kinder orthodox-gläubiger Holocaustflüchtlinge eingerichtet wurde.
Im Jahr 2013 wurde Schonfeld postum als British Hero of the Holocaust geehrt; die Auszeichnung wurde im Lancaster House seinem Sohn übergeben.

## Publikationen
- Jewish Religious Education. A guide and handbook for use by teachers, group leaders and parents. National Council for Jewish Religious Education, London 1943.
- The Universal Bible. Being the Pentateuchal texts at first addressed to all nations. Torat B'nei No'ach. Teaching for the sons of Noah. Translation and notes by S. Schonfeld. Sidgwick & Jackson, London 1955.
- A new-old rendering of the Psalms. Uniby Press, London 1980.